# Набатія (район)
Набатія (араб. النبطية‎‎) — один з 25 районів Лівану, входить до складу провінції Набатія. Адміністративний центр — м. Набатія. На півдні межує з районом Тір, на південному сході — з районом Марджаюн, на північному сході — з районом Джеззін, на заході — з районом Сидон.
Адміністративно поділяється на 30 муніципалітетів.
| Ліван | Це незавершена стаття з географії Лівану. Ви можете допомогти проєкту, виправивши або дописавши її. |